# Roberta Metsolová
Roberta Metsolová Tedescová Triccasová (* 18. ledna 1979, San Ġiljan) je maltská politička. Je členkou maltské Nacionalistické strany (PN) a Evropské lidové strany (EPP) a od ledna 2022 působí jako předsedkyně Evropského parlamentu.
Do češtiny se jméno přepisuje též jako Metsolaová.
Metsolová byla poprvé zvolena poslankyní Evropského parlamentu v roce 2013 a v listopadu 2020 se stala prvním místopředsedkyní Evropského parlamentu. Po smrti úřadujícího předsedy Davida Sassoliho byla Metsolaová dne 18. ledna 2022 zvolena předsedkyní Evropského parlamentu a stala se tak vůbec nejmladší předsedkyní, první Malťankou, která tento úřad zastává, a první ženskou předsedkyní od roku 2002.

## Původ
Její rodina pochází z města Swieqi, poblíž San Ġiljan na Maltě. Vyrůstala se svým otcem Geoffreym (syn Emmanuela Tedesca a Helen Triccasové Dimechové), svou matkou Ritou (dcera Carmela Bezziny a Francescy Briffaové) a svými dvěma sestrami, Ann a Lisou, v Gżiře.

## Vzdělání a kariéra
Studovala na St Joseph School ve Sliemě, poslední dva roky střední školy na St Aloysius' College, v roce 2003 absolvovala práva na Maltské univerzitě a v roce 2004 získala diplom z evropských studií na College of Europe v Bruggách.
Metsolaová je právnička specializující se na evropské právo a politiku na Evropském kolegiu. Působila jako atašé pro právní a soudní spolupráci Malty v rámci stálého zastoupení Malty při Evropské unii a v letech 2012 až 2013 jako právní poradkyně vysoké představitelky Unie pro zahraniční věci a bezpečnostní politiku Catherine Ashtonové.

## Politická kariéra

### Začátky
Ve svých studentských letech byla Metsolaová součástí SDM (Studenti Demokratjani Maltin), KNZ (Národní rada mládeže) a MŻPN (Moviment Żgħażagħ Partit Nazzjonalista), než byla zvolena generální tajemnicí studentské pobočky EPP Evropští demokratičtí studenti (EDS) a také na místa v Evropském fóru mládeže (YJF). V roce 2002 byla zvolena místopředsedkyní Konventu mládeže o budoucnosti Evropy, což jí otevřelo cestu k tomu, aby se úzce zapojila do vyjednávání a přípravy smlouvy o Ústavě pro Evropu a později i Lisabonské smlouvy.
Od mládí byla aktivní v Nacionalistické straně a sloužila v rámci mezinárodního sekretariátu strany; aktivně podporovala vstup Malty do EU v referendu 2003 a dobrovolně se podílela na volební odnoži PN ELCOM. Kandidovala ve volbách do Evropského parlamentu v roce 2004 a v roce 2009 jako kandidátka nacionalistů na Maltě. Nebyla zvolena ani v jedné z těchto voleb.

### 2013–2022: Poslankyně Evropského parlamentu
Po zvolení europoslance Simona Busuttila do maltského parlamentu v březnu 2013 jej nahradila v europarlamentu zvolením v dubnových doplňovacích volbách a stala se tak jednou z prvních maltských poslankyň v Evropském parlamentu. V parlamentu zasedá jako členka skupiny Evropské lidové strany (EPP).
Po svém znovuzvolení do parlamentu na celé funkční období v roce 2014 byla v červenci 2014 zvolena místopředsedkyní Petičního výboru (PETI). Kromě toho působila jako členka řady výborů a delegací, včetně Výboru pro občanské svobody, spravedlnost a vnitřní věci (LIBE) a Delegace pro vztahy se Spojenými státy. Od roku 2016 do roku 2017 byla Metsolaová součástí parlamentního vyšetřovacího výboru pro praní špinavých peněz, vyhýbání se daňovým povinnostem a daňové úniky (PANA), který vyšetřoval odhalení Panama Papers a schémata vyhýbání se daňovým povinnostem v širším měřítku. V rámci LIBE je od roku 2018 součástí Monitorovací skupiny pro právní stát (ROLMG).
Kromě úkolů ve výborech se připojila k meziskupině Evropského parlamentu pro práva dětí.
V listopadu 2020 byla zvolena první místopředsedkyní Evropského parlamentu a nahradila Mairead McGuinnessovou, která se stala evropskou komisařkou. Je první maltskou poslankyní Evropského parlamentu, která se stala místopředsedkyní.
V listopadu 2021 byla vybrána EPP jako jejich kandidátka, který nahradí Davida Sassoliho ve funkci předsedy Evropského parlamentu po uplynutí jeho funkčního období ve funkci předsedy v lednu 2022. Sassoli byl hospitalizován se zápalem plic v září 2021 a v prosinci oznámil, že nebude usilovat o druhé funkční období prezidenta, čímž se Metsolaová stala jeho pravděpodobnou nástupkyní. Po další hospitalizaci Sassoli zemřel 11. ledna 2022, týden předtím, než měl parlament hlasovat o jeho nástupci. Metsolaová se z titulu první místopředsedkyně stala úřadující předsedkyní Evropského parlamentu.

### Od 2022: Předsedkyně Evropského parlamentu
Metsolaová se stala předsedkyní Evropského parlamentu 18. ledna 2022 poté, co byla zvolena v prvním kole hlasování 458 hlasy. Funkci poté obhájila v červenci 2024, když v prvním kole získala 562 hlasů (90 %).

## Další aktivity
- Centrum pro evropská studia Wilfrieda Martense, členka výkonné rady
- Přátelé Evropy, členka správní rady (od roku 2020)[24]

## Politické pozice
Ve své funkci členky LIBE vedla Metsolaová v roce 2014 práci EPP na nezávazném „cestovní mapě EU proti homofobii a diskriminaci na základě sexuální orientace a genderové identity“. Je spoluautorkou nezávazné zprávy o evropské migrační krizi v roce 2016, jejímž cílem je vytvořit „závazný a povinný legislativní přístup“ k přesídlování a nové celoevropské „readmisní“ dohody, které by měly mít přednost před bilaterálními dohodami mezi EU a státy mimo EU.
Metsolaová důsledně hlasovala pro pro-life usnesení.

## Kontroverze
V říjnu 2020 Metsolaová navrhla pozměňovací návrhy k rezoluci LIBE o Bulharsku, které vyvolaly kontroverze. Trvala na tom, že dokument obsahuje informace o protestech v Bulharsku financovaných hazardním bossem s 18 obviněními, která byla proti němu vznesena. Poté, co ji stovky demonstrantů kontaktovaly na sociálních sítích a bylo jí vyhrožováno žalobou kvůli pomluvám a šíření „Fake news“, Metsolaová zablokovala přístup k jejím sociálním médiím z Bulharska a stáhla navrhovaný dodatek.

## Osobní život
Roberta a její finský manžel Ukko Metsola (Národní koaliční strana) kandidovali ve volbách do Evropského parlamentu v roce 2009 a stali se tak prvním manželským párem, který kandidoval ve stejných volbách do Evropského parlamentu ze dvou různých členských států. Poprvé se setkali v roce 1999 a vzali se v říjnu 2005. Spolu mají čtyři syny.